# Maria Jóźwiak
Maria Jóźwiak, coniugata Wiśniewska e, successivamente, Efenberg (Poznań, 30 ottobre 1954), è un'ex cestista polacca.

## Carriera
Con la Polonia ha disputato due edizioni dei Campionati europei (1976, 1978).